# Tectaria vivipara
Tectaria vivipara là một loài dương xỉ trong họ Tectariaceae. Loài này được Jermy & T.G. Walker mô tả khoa học đầu tiên năm 1985.